# Historia poczty lotniczej na ziemiach polskich
Historia poczty lotniczej w Polsce sięga roku 1919, gdy w Ministerstwie Kolei powstała sekcja lotnictwa cywilnego. W kwietniu 1921 roku Francuskie Towarzystwo Transportowe rozpoczęło przewożenie przesyłek lotniczych z Paryża i Strasburga poprzez Pragę z Warszawą. W maju 1921 firma Aerotarg (Towarzystwo Komunikacji Powietrznej AEROTARG) z siedzibą w Poznaniu rozpoczęła krajowe przewozy przesyłek lotniczych na trasach Poznań-Warszawa i Poznań-Gdańsk (linie Poznań-Łódź i Poznań-Kraków były tylko planowane i nie zostały otworzone). Aerotarg nie działał długo, tylko podczas Targów Poznańskich, i regularne przewozy skończyły się w czerwcu 1921 roku. Rozpoczęły się jednak na nowo w 1922 na trasie Warszawa-Lwów, a w 1923, Warszawa-Kraków. W 1925 doszły do tego połączenia Kraków-Lwów i Warszawa-Poznań, a także Warszawa-Gdańsk. Nowe połączenia międzynarodowe to: Kraków-Wiedeń, Lwów-Bukareszt, Warszawa-Zurich, Warszawa-Kopenhaga. W 1925 wydano także w Polsce pierwsze znaczki pocztowe przeznaczone dla poczty lotniczej. W 1926 rozpoczęły się pierwsze okolicznościowe loty balonowe. W 1929 powstały Polskie Linie Lotnicze LOT, a sieć połączeń krajowych została rozbudowana o połączenia Warszawa-Katowice, Warszawa-Bydgoszcz, Katowice-Poznań, Poznań-Bydgoszcz i Bydgoszcz-Gdańsk. W 1932 doszły jeszcze połączenia z Wilnem, a w 1935 z Gdynią.
W latach 1919–1939 komunikacja cywilna w Polsce miała dostęp do następujących portów lotniczych:
- Warszawa - Mokotów (1921, a od 1934, Okęcie)
- Poznań - Ławica (1921/1925)
- Lwów - Lewandówka/Skniłłów (1925)
- Kraków - Rakowice/Czyżyny (1925)
- Bydgoszcz - Szwederowo (1929)
- Katowice - Muchowiec (1929)
- Wilno - Prubanek (1932)
- Gdynia - Rumia (1935)